# Magelhaens (Marskrater)
Der Krater Magelhaens befindet sich südwestlich der Vulkanregion Tharsis im südlichen Hochland des Mars. Er misst etwa 104 km im Durchmesser und wurde nach Ferdinand Magellan benannt.